# NGC 44
Az NGC 44 egy kettőscsillag az Andromeda (Androméda) csillagképben. Mindkét csillaga F4 típusú.

## Felfedezése
Az NGC 44-et John Herschel fedezte fel 1827. november 22-én.

## Megfigyelési lehetőség
Igen halvány objektumról van szó, csak a legtisztább éjszakákon látható.